# Coll del Ventall
El Coll del Ventall és una muntanya de 533 metres que es troba al municipi de Tivissa, a la comarca de la Ribera d'Ebre.